# Aplet
Aplet (z ang. applet, zdrobnienie od application) – niewielki (zwykle) program napisany w taki sposób, by:
- mógł zostać osadzony na stronie WWW wprost i wykonany przez przeglądarkę internetową na komputerze, na którym jest ona uruchomiona – najczęściej jest to kod JavaScript, ale też JScript, VBScript i Tcl, kontrolki ActiveX (stosowane tylko w przeglądarce MS Internet Explorer z ogólnym zaleceniem ich wyłączenia ze względu na bezpieczeństwo)

lub
- przez odwołanie za pomocą polecenia (np. JavaScriptu) był wczytany przez przeglądarkę z serwera WWW i uruchomiony w środowisku JVM (Java Virtual Machine) komputera, na którym funkcjonuje przeglądarka – w tym przypadku są to aplety Javy wykonywane w tzw. piaskownicy[1].

Aplety są wykonywane, zgodnie z powyższym opisem, po stronie klienta, co je odróżnia od serwletów. Pamiętać też należy, że JavaScript i Java to nie to samo.
Aplety były i są wykorzystywane głównie do tworzenia:
- efektów graficznych wzbogacających wystrój stron WWW, m.in. animacji
- cienkich klientów aplikacji internetowych
- interaktywnych prezentacji, np. zjawisk fizycznych
- narzędzi pomocniczych, np. klientów IRC-a lub czatu.

Ważną cechą apletów zwiększającą bezpieczeństwo, ale ograniczającą funkcjonalność, jest ich odseparowanie od zasobów lokalnego komputera, tj. tego, na którym uruchomiona jest przeglądarka. Niepodpisany cyfrowo aplet nie ma dostępu do systemu plików, nie może też łączyć się z serwerem innym niż ten, z którego został pobrany.
W odniesieniu do animacji na udostępnianych stronach WWW prawdopodobnie częściej jest stosowane rozwiązanie Adobe Flash, pozwalające na szybsze i łatwiejsze przygotowanie zaawansowanych efektów graficznych oraz dźwiękowych.
Mianem apletów określane są też małe programy integrujące się z paskiem zadań środowiska graficznego GNOME lub KDE oraz narzędzia panelu sterowania w systemie Microsoft Windows. 